# Camptosema rubicundum
Camptosema rubicundum är en ärtväxtart som beskrevs av William Jackson Hooker och George Arnott Walker Arnott. Camptosema rubicundum ingår i släktet Camptosema och familjen ärtväxter. Inga underarter finns listade i Catalogue of Life.